# Добрино
До́брино (рос. Добрино) — присілок у складі Таборинського району Свердловської області. Входить до складу Таборинського сільського поселення.
Населення — 76 осіб (2010, 94 у 2002).
Національний склад населення станом на 2002 рік: росіяни — 98 %.